# Образцов, Иван Филиппович
Иван Филиппович Образцов (28 июля 1920, д. Быки, Тверская губерния — 28 февраля 2005, Москва) — советский и российский учёный в области строительной механики и прочности летательных аппаратов, государственный и общественный деятель, организатор высшего и среднего специального образования.
Действительный член (академик) Академии наук СССР (затем РАН) с 1974 г., доктор технических наук. Директор, ректор МАИ (1958—1972 гг.), министр высшего и среднего специального образования РСФСР (1972—1990 гг.). Лауреат Ленинской премии, Государственной премии СССР и премии Совета Министров СССР. Являлся депутатом Верховного Совета РСФСР и народным депутатом СССР. Член КПСС с 1944 г..

## Биография
Образцов Иван Филиппович родился 28 июля 1920 г. в деревне Быки (ныне Максатихинского района Тверской области) в крестьянской семье. Окончив школу, И. Ф. Образцов поступил в Ленинградский автодорожный (преобразованный в 1941 г. в авиационный) институт (ныне — ГУАП).
С началом Великой Отечественной войны в июне 1941 г. он добровольно вступил в 68-й истребительный батальон и участвовал в боях под ст. Чудово Ленинградской области. По решению Государственного комитета обороны в сентябре 1941 г. всех студентов институтов, обеспечивающих подготовку кадров для оборонных отраслей, отозвали с фронта для продолжения обучения. Вернувшегося с фронта И. Ф. Образцова в начале 1942 г. направили в МАИ, который в это время был эвакуирован в Алма-Ату.
После успешного окончания МАИ в 1944 г. И. Ф. Образцов остался работать в институте. Там он прошёл все ступени преподавательской работы: ассистент, старший преподаватель, доцент, профессор, заведующий кафедрой. Уже в 1949 г. И. Ф. Образцов успешно защитил кандидатскую диссертацию, в 1957 г. стал доктором технических наук, а в 1958 г. ему было присвоено учёное звание профессора. Иван Филиппович был продолжателем школы члена-корреспондента АН СССР В. З. Власова и внёс значительный личный вклад как в развитие его идей и методов, так и во внедрение их в учебный процесс и инженерную и авиационную практику.
В 1956 г. И. Ф. Образцов в тридцатишестилетнем возрасте стал деканом самолётостроительного факультета, где его предшественниками на этом посту были такие известные авиаконструкторы, как Н. Н. Поликарпов, П. Д. Грушин, А. С. Яковлев, В. М. Мясищев.
В 1958 г. он назначается директором (а с 1961 г. — ректором) МАИ и на этом посту работает до 1972 г. За это время под руководством И. Ф. Образцова МАИ к статусу авиационного вуза получил ещё и статус ракетно-космического, готовящего специалистов по всему спектру специальностей этих отраслей. В эти годы Образцовым была впервые провозглашена задача превращения МАИ в технический университет, сделаны первые значительные шаги в этом направлении.
Признанием научных заслуг И. Ф. Образцова стало избрание его членом-корреспондентом (1966 г.), а в 1974 г. — действительным членом (академиком) АН СССР.
18 февраля 1972 году, с учётом успешной и плодотворной работы в качестве ректора МАИ, И. Ф. Образцов был назначен на должность министра высшего и среднего специального образования РСФСР, руководил министерством до 1990 года.
Кандидат в члены Центрального комитета КПСС (1981—1990). Депутат Верховного Совета РСФСР (1967—1989 гг.), народный депутат СССР (1989—1991 гг.).
Работая министром, академик Образцов продолжал свою научную деятельность. В 1982—1992 гг. он занимал пост председателя Национального комитета СССР по теоретической и прикладной механике, в 1986—2004 гг. был председателем научного совета РАН по механике конструкций из композиционных материалов, а в 1996—2005 гг. — советником Президиума РАН. И. Ф. Образцов был главным редактором журнала «Известия РАН. Механика твёрдого тела» с 1988 г.
По инициативе академика Образцова в 1989 г. был учреждён Институт прикладной механики РАН (ИПРИМ РАН). И. Ф. Образцов стал директором-организатором института и руководил им до 1998 г.
Активное участие принимал И. Ф. Образцов в общественно-просветительской деятельности. Более 30 лет он возглавлял российское общество «Знание» — занимал должности председателя правления общества «Знание» РСФСР (1967—1992 гг.), президента (1992—1999 гг.), почётного президента (1999—2005 гг.) общества «Знание» России. Помимо этого, И. Ф. Образцов был президентом общенациональной академии «Знание» (1995—2005 гг.), президентом (1995—2001 гг.), почётным президентом (2001—2005 гг.) Академии наук авиации и воздухоплавания, членом совета старейшин Российской инженерной академии, почётным членом Международной инженерной академии.
И. Ф. Образцов был создателем и организатором крупного проекта по созданию космоплана — многоразового транспортного воздушно-космического аппарата универсального применения (МТВКА-У). В начале 1990-х гг. к работе над проектом И. Ф. Образцовым были привлечены видные учёные, инженеры-конструкторы из ЦНИИМАШ, ЦАГИ, ГОСНИИАС. Разработка проекта велась в ИПРИМ РАН. Проектируемый космоплан представлял собой гиперзвуковой аппарат, предназначенный для наземного горизонтального старта и посадки, способного функционировать по одноступенчатой и двухступенчатой схемам, как в пилотируемом, так и в беспилотном вариантах.
И. Ф. Образцов скончался в 2005 г. в Москве. Похоронен на Троекуровском кладбище.

## Научная деятельность
Научные работы И. Ф. Образцова охватывают широкий диапазон актуальных проблем прочности, устойчивости, колебаний, термоупругости и живучести летательных аппаратов. Им разработаны бимоментная теория депланации и общие методы расчёта тонкостенных оболочек типа крыла, фюзеляжа и корпуса летательного аппарата.
И. Ф. Образцов впервые создал математическую модель и описал в общем виде напряжённо-деформированное состояние корпуса летательного аппарата, стреловидных и треугольных крыльев, имеющих разнообразные силовые схемы на основе разработанного им вариационного метода. Он решил ряд сложных краевых задач прочности дискретно-континуальных пространственных систем многозамкнутого очертания. Важным вкладом в теорию оболочек явилась разработка И. Ф. Образцова и его учеников общей технической теории скошенных тонкостенных пространственных конструкций и методов решения нового класса сложных задач.
Итогом творческой деятельности академика Образцова являются около 300 научно-технических трудов, 11 авторских свидетельств и 2 открытия. Им подготовлено 15 докторов наук и 25 кандидатов наук.

### Основные труды
- Вариационные методы расчёта тонкостенных авиационных конструкций. — М.: Машиностроение, 1966;
- Строительная механика скошенных тонкостенных систем. — Машиностроение, 1973 (в соавт.);
- Оптимальное армирование оболочек вращения из композиционных материалов. — М.: Машиностроение, 1977 (в соавт.);
- Метод конечных элементов в задачах строительной механики летательных аппаратов. Учеб. пособие. — М.: Высшая школа, 1985 (в соавт.);
- Строительная механика летательных аппаратов. Учебник для вузов. М.: Машиностроение, 1986 (в соавт.);
- К вопросу о свойствах тонких плёнок. — Р-на. Д.: «Книга», 1999 (в соавт.);
- Гиперзвуковой космоплан: гиперпроект столетия // «Мир транспорта», 2004, № 1.

## Награды и премии
За свои наиболее значимые научные труды И. Ф. Образцов был удостоен ряда советских и российских премий — Государственной премии СССР (1976 г.), премии Совета Министров СССР (1983 г.) и Ленинской премии (1988 г.), премий Правительства РФ в области науки и техники (1999, 2001 гг.), премий имени 25-летия МАИ (1958, 1968, 1974, 1987 гг.).
За большие заслуги в области высшего образования и научной деятельности И. Ф. Образцов был награждён тремя орденами Ленина (1961, 1976, 1980 гг.), орденами Трудового Красного Знамени (1967 г.), «Знак Почёта» (1970 г.), Отечественной войны II степени (1985 г.), Октябрьской Революции (1986 г.), «За заслуги перед Отечеством» III степени (1995 г.) и 17 медалями.

## Память
В 2005 г. имя академика И. Ф. Образцова присвоено кафедре 603 «Строительная механика и прочность» МАИ, которой он руководил в 1959—2005 гг.
Советом Межрегиональной общественной организации «Общество „Знание“ Санкт-Петербурга и Ленинградской области» в 2007 г. были учреждены золотая и серебряная медали «За вклад в российское просветительство» имени академика И. Ф. Образцова.
14 октября 2009 г. у входа в главный административный корпус МАИ состоялось открытие мемориальной доски памяти академика Образцова.